# Alfred Jansa
Alfred Johann Theophil Jansa šlechtic von Tannenau, (16. července 1884, Stanislawow – 20. prosince 1963, Vídeň) byl rakousko-uherský veterán první světové války a pozdější rakouský důstojník, který působil jako náčelník štábu rakouské armády až roku 1938. Jeho poslední hodností byl Feldmarschallleutnant (Generálporučík).
Jeho ženou se 8. dubna 1919 stala Judith Reviczky von Revisnye.

## Mládí
Alfred Jansa se narodil 16. července roku 1884 v haličském městě Stanislawow jako syn plukovníka císařské Rakousko-uherské armády Emanuela Jansy a jeho ženy Anny (rozená von Meyer).

## Císařský důstojník
Po absolvování kadetní školy nastoupil Alfred Jansa k C. a k. pěšímu pluku č. 72 v Bratislavě. Válečnou školu navštěvoval v letech 1908 až 1911. 1. listopadu 1912 byl přijat jako kapitán a byl zařazen do štábu armádního inspektora a náčelníka Bosny a Hercegoviny polního zbrojmistra Oskara Potiorka. Tam ho v roce 1914 zastihl atentát na následníka trůnu a začátek války.
Během první světové války působil jako důstojník generálního štábu téměř na všech válečných frontách. Důležité bylo jeho trojnásobné přidělení k německým štábům. Od září 1915 do února 1916 byl přidělen do štábu polního maršála Augusta von Mackensena na Balkáně. Tam se také setkal s náčelníkem generálního štábu generálem von Seecktem, který po roce 1918 vedl rozvoj německého Reichswehru. Později působil také ve štábu německého generála Otto von Belowa v Makedonii. Velkou část roku 1917 strávil s rakousko-uherskými vojáky na ruské frontě. V roce 1918 byl nakonec přidělen k velitelství německé 14. armády generála Konrada Kraffta von Dellmensingen na italské frontě jako styčný důstojník.

## Přezbrojení proti Hitlerovým hrozbám
Po válce byl přijat do Rakouské armády a stal se plukovníkem náčelníka štábu 3. brigády v St. Pöltenu. Dne 28. června 1930 byl povýšen na generálmajora a převzal velení brigády, kterou vedl až do roku 1932. Počátkem roku 1933 byl vyslán jako rakouský delegát na Ženevskou odzbrojovací konferenci. Poté byl jmenován vojenským atašé v Německé říši a akreditován byl také ve Švýcarsku. Díky výborným konexím z doby první světové války získal nejen detailní znalosti o počátcích přezbrojení Wehrmachtu, ale také si dokázal udělat přesný obráz o nacionálně socialistickém režimu. Plně si uvědomil nebezpečí vycházející z hitlerovského Německa. V roce 1935 byl z Berlína odvolán diktaturou Kurta Schuschnigga a od 1. června byl pověřen vedením III. sekce Spolkového ministerstva národní obrany. Tím se stal de facto náčelníkem generálního štábu, i když mu titul byl oficiálně udělen až zavedením povinné vojenské služby 1. dubna 1936.
Za svůj hlavní úkol považoval rychlé vybudování armády, aby se dokázala ubránit především Německé říši. Podle jeho odhadů se měl od roku 1939 očekávat útok Hitlera. Na jeho dalekosáhlé plány však nebylo dostatek rozpočtových prostředků. Byl vypracován koncept obrany („plán Jansa“), ve kterém se snažil především získat podporu Itálie. Plánoval se i systém opevnění, ale ten byl realizován až v roce 1938. Jansa operativně zajišťoval obranu německých útočníků na Traunské linii, přičemž pro něj bylo důležité vyhnout se rozhodující bitvě, aby získal čas, než budou moci zasáhnout další státy - zejména Itálie.
Německé vedení si bylo dobře vědomo jeho jasného odmítnutí Třetí říše a jeho energických obranných požadavků. Nebylo proto divu, že Hitlerovy požadavky v Berchtesgadenské dohodě se Schuschniggem z 12. února 1938 zahrnovaly odvolání Jansy z jeho funkce. Toto a jeho nahrazení generálmajorem Franzem Böhmem byl zaznamenán jako 8. bod dohody. Schuschnigg ustoupil, aby Hitlera dále nedráždil tím, že zastával zastánce „tvrdé linie“ proti Německu a utěšoval se, že Jansa stejně dosáhl věkové hranice. O tomto rozhodnutí však generál nebyl oficiálně informován. Dozvěděl se o tom z médií a okamžitě podal rezignaci.
16. února 1938 se Jansa rozloučil s vrchním velitelem vojska spolkovým prezidentem Miklasem, který mu s lítostí sdělil, že Schuschnigg si nepřeje žádný vojenský odpor proti nacistickému Německu. 17. února mu byl předložen dekret o odchodu do důchodu. Odchodem Jansy se zhroutil pilíř rakouského odporu proti Hitlerovým plánům.

## Doba nacionálního socialismu
Jansa ve svých pamětech napsal o své léčbě po „anšlusu“ :
„Pro mě osobně si Duce uchoval svou úctu a loajalitu, která byla o Velikonocích 1936 zpečetěna podáním ruky. Liebitzky mě u příležitosti svého odvolání v březnu 1938 informoval, že byl informován o telegramu Hitlerovi, podle kterého „generál Jansa nesmí být poškozen“. […] Pokud jsem ve vztahu k jiným hrozným událostem zažil neuvěřitelně shovívavé zacházení, které se omezovalo na snížení platu, vyhoštění z Rakouska a uvěznění v Erfurtu, ano, pokud jsem dnes schopen tyto vzpomínky zapsat, děkuji za to přímluvě Duceho, jehož dobrá vůle znamenala pro Hitlera v té době víc než hlava generála, který byl odsunut na vedlejší kolej.“
28. září 1938 předalo gestapo ve Vídni Alfredu Jansovi dva Heydrichovy dekrety: vyhoštění „ze všech rakouských zemí“ a nucený pobyt v Erfurtu od 30. září. Jansa musel oba dekrety utajit pod pohrůžkou odvedení do koncentračního tábora. Když byl jeho důstojnický důchod v roce 1939 snížen o třetinu, protože před rokem 1938 vystupoval proti nacionálnímu socialismu, přilepšil si jako obchodník s pojištěním pro Gerling Group, aby mohl financovat studia svých dcer, které přišly z Vídně. V roce 1943 mu bylo zakázáno vycestovat jako zastupitel. Později pracoval pro distributora autodílů.

## Po druhé světové válce
V roce 1945 ho navštívili rakouští vězni z koncentračního tábora Buchenwald u Erfurtu a poděkovali mu za morální podporu. Na jaře 1946 se přestěhoval do Grazu a odtud do Vídně počátkem roku 1947.
Dne 15. ledna 1947 byl Jansa pozván k jednání o budoucí Rakouské armádě s kancléřem Leopoldem Figlem , ministrem zahraničí Karlem Gruberem a státním tajemníkem Ferdinandem Grafem. Tito politici ÖVP tehdy očekávali brzké uzavření státní smlouvy se čtyřmi okupačními mocnostmi a chtěli Jansu dosadit do čela nové armády. Jansa až do svých 70. narozenin v roce 1954 pracoval pro vídeňskou pobočku obchodu s autodíly, pro kterou pracoval již v Erfurtu.
Spolková armáda druhé republiky, která mohla být zřízena až v roce 1955 a podle Jansových vzpomínek vznikla podle jeho koncepce vypracované v roce 1947.

## Shrnutí vojenské kariéry

### Data povýšení
- Fähnrich
- Leutnant – 1. listopad, 1903
- Oberleutnant
- Hauptmann – 1. listopad, 1912
- Major – 1. srpen, 1917
- Oberstleutnant
- Oberst
- Generalmajor – 28. červen, 1930
- Feldmarschalleutnant – 24. prosinec, 1935

### Významná vyznamenání
- Rytíř řádu železné koruny III. třídy s meči
- Pruský železný kříž I. třídy
- Pruský železný kříž II. třídy
- Bavorský vojenský záslužný kříž II. třídy s meči
- Rakouská vojenská medaile v bronzu
- Rakouská vojenská medaile ve stříbře
- Rakouský vojenský záslužný kříž III. třídy s meči